# Хрящові ганоїди
Хрящові ганоїди, або хрящекістні риби (Chondrostei) — підклас променеперих риб. Викопні форми відомі з кінця Силурійського періоду. Рештки хижої риби Andreolepis hedei із ряду палеоніскоподібних (Palaeonisciformes), які знайдені в Росії, Швеції та Естонії, мають вік 420 млн років. Виникли хрящеві ганоїди в річках Лавразії, що впадали до моря Тетіс. Сучасні групи хрящекістних риб походять від палеонісків.
Сучасні хрящекістні риби досягають довжини до 9 метрів (білуга). Тіло веретеноподібної форми. Може бути покрито кістковою, ганоїдною лускою, п'ятьма рядами кісткових жучок або голе. Іноді лусочки зливаються, утворюючи пластинки. Є рострум, рот знизу. Хвіст гетероцеркальний або укорочено гетероцеркальний, на верхній лопаті є ганоїдна луска і фулькри. Парні плавці розташовані горизонтально по відношенню до тіла, анальний отвір знаходиться поблизу черевних плавників. Черевні плавники займають абдомінальне положення, грудні знаходяться низько. Скелет складається в основному з хрящової тканини. Ендокраніум хрящовий, з добре розвиненими покривними кістками. Хорда нерозчленована, є тільки хрящові дуги, тіла хребців відсутні. У серці є артеріальний конус, у кишковику — спіральний клапан. Плавальний міхур з'єднується каналом з стравоходом (міхур відкритого типу).

## Класифікація
У підкласі хрящових ганоїдів 1 сучасний ряд та 12 вимерлих:
- Осетроподібні (Acipenseriformes) — 28 видів
- Palaeonisciformes †
- Cheirolepidiformes †
- Guildayichthyiformes †
- Luganiiformes †
- Peltopleuriformes †
- Perleidiformes †
- Platysomiformes †
- Phanerorhynchiformes †
- Pholidopleuriformes †
- Ptycholepiformes †
- Saurichthyiformes †
- Tarrasiiformes †
- Родини Incertae sedis
  - Birgeriidae †
  - Chondrosteidae †